# Cattleya maxima
Cattleya maxima Lindl., 1833  è una pianta della famiglia delle Orchidacee originaria del Sud America.

## Descrizione
È un'orchidea di medie dimensioni, epifita e solo occasionalmente litofita, caratterizzata da pseudobulbi appressati, a forma di clava, scanalati, ricoperti da guaine embricate, portanti una sola foglia coriacea, oblunga oppure ellittico-oblunga, ad apice ottuso e bilobato. Fiorisce d'autunno e per tutto l'inverno con un'infiorescenza originata dallo pseudobulbo maturo, lunga fino a 30 centimetri, eretta, arcuata, portante fino a 15 fiori coperti da una guaina. I fiori sono fragranti, duraturi, grandi 12 o 13 centimetri in media e si caratterizzano per le forme particolarmente eleganti.

## Distribuzione e habitat
La specie è originaria della fascia costiera di Ecuador e Perù settentrionale.
Cresce epifita e occasionalmente litofita dal livello del mare a 1500 metri di quota.

## Sinonimi
Epidendrum maximum (Lindl.) Rchb.f.,  1861

Cattleya maxima var. aphlebia Rchb.f., 1884

Cattleya malouana Linden, 1885

Cattleya maxima var. backhousii Rchb.f., 1885

Cattleya maxima var. hrubyana L.Linden & Rodigas, 1885

Cattleya maxima var. marchettiana B.S.Williams, 1891

Cattleya maxima f. aphlebia (Rchb.f.) Roeth, 2010

## Coltivazione
Questa pianta richiede esposizione a mezz'ombra e frequenti irrigazioni nella stagione della fioritura, con riduzione dell'acqua nel periodo di riposo, la temperatura dev'essere medio-alta.